# هیزل دل (واشینگتن)
هیزل دل (به انگلیسی: Hazel Dell) یک منطقهٔ مسکونی در ایالات متحده آمریکا است که در واشینگتن واقع شده‌است. هیزل دل ۱۲٫۵۶ کیلومتر مربع مساحت و ۱۹٬۴۳۵ نفر جمعیت دارد و ۶۲٫۴۸ متر بالاتر از سطح دریا واقع شده‌است.